# Guatteria eximia
Guatteria eximia este o specie de plante angiosperme din genul Guatteria, familia Annonaceae, descrisă de Robert Elias Fries. Conform Catalogue of Life specia Guatteria eximia nu are subspecii cunoscute.